# Dobiemiest
Dobiemiest — staropolskie imię męskie, złożone z członów Dobie- ("stosowny, zdatny" albo "waleczny, dzielny") i -miest ("mścić", jak w imieniu Mścisław, lub być może "miotać" jak w imieniu Miecisław). Imię to mogło oznaczać "ten, kto dzielnie się mści", "ten, kto celnie miota" lub in. Możliwe staropolskie zdrobnienia: Doba (masc.), Dobak, Dobal, Dobczyk, Dobek, Dobiec, Dobiesza (masc.), Dobieszek, Dobieszka (masc.), Dobieszko, Dobinka (masc.), Dobisz, Dobk, Dobka, Dob, Dobusz, Doch, Dochel (?), Dosz, Doszek, Doszko.
Dobiemiest imieniny obchodzi 26 listopada.